# SUPER IDOL
「SUPER IDOL」（スーパー・アイドル）は、日本のラッパーであるSKY-HIと日本の歌手であるNissyがSKY-HI × Nissy名義で2023年12月4日に配信リリースした楽曲。

## 背景・制作
共にAAAのメンバーであり、2023年でメジャーデビュー10周年を迎えたSKY-HIと、ソロ活動10周年を迎えたNissyによるコラボレーション楽曲である。2人に加え、MONJOE、LOAR、SUNNYとの共同制作で楽曲が完成した。リリース発表前よりSKY-HIとNissyが楽曲制作中であることが自身のSNS上で公表されていた。
尚、当楽曲披露後にインターネット上で歌詞が日本のアイドルを皮肉っているのではないのかという声が上がり拡散されたが、SKY-HI本人が否定している。
2024年4月3日、「SUPER IDOL」のテンポとピッチを上げた「SUPER IDOL -Sped Up ver.-」が配信でリリースされた。

## ミュージックビデオ
配信日である2023年12月4日、「SUPER IDOL」のミュージック・ビデオをYouTubeに公開した。パフォーマンス・ビデオも制作され、配信後に公開された。

## 記録
iTunes Storeなどといった音楽配信サイトにて配信が行われ、オリコンデジタルシングルチャートの週間ランキング（2023年12月18日付）では5位を記録した。Billboard JAPANのダウンロード・ソング・チャート“Download Songs”（2023年12月18日付）では5位を記録している。

## 収録曲
| #  | タイトル       | 作詞                       | 作曲                                            | 時間 |
| -- | -------------- | -------------------------- | ----------------------------------------------- | ---- |
| 1. | 「SUPER IDOL」 | SKY-HI, Takahiro Nishijima | MONJOE, LOAR, SUNNY, SKY-HI, Takahiro Nishijima | 3:15 |

## テレビ出演
| 番組名                 | 日付          | 放送局     | 演奏曲     |
| ---------------------- | ------------- | ---------- | ---------- |
| ベストアーティスト2023 | 2023年12月2日 | 日本テレビ | SUPER IDOL |

## チャート
| チャート                                | 最高順位 | 出典   |
| --------------------------------------- | -------- | ------ |
| Billboard Japan Download Songs          | 5        | [ 11 ] |
| Billboard Japan Hot 100                 | 16       | [ 12 ] |
| Billboard Japan Streaming Songs         | 97       | [ 13 ] |
| オリコン 週間デジタルシングルランキング | 5        | [ 9 ]  |